# Pruski jezik
Pruski jezik (ISO 639-3: prg; ) ili staropruski jedini član zapadnobaltičkih jezika kojim su govorili stari Prusi u nekadašnjoj Istočnoj Pruskoj, kraja koji danas pripada Poljskoj i Rusiji. Imao je cijeli niz dijalekata među kojima: selonski, kuronski, semigalski, i drugi kojima su se služila istoimena plemena. 
Pruski je izumro početkom 18. stoljeća, da bi nakon rekonstrukcije ovaj jezik 3. srpnja 2009. ponovno bio proglašen živim. Njime se danas, jedino kao drugim jezikom, služi oko 50 etničkih Prusa na području Poljske.

## Vanjske poveznice
- Ethnologue (14th)
- Ethnologue (15th)